# Comté de Dickenson
Le comté de Dickenson est un comté de Virginie, aux États-Unis. Au recensement de 2020, la population était de 14 124 habitants. Son siège est Clintwood.

## Géolocalisation
| Comté de Pike (Kentucky) |                    | Comté de Buchanan |
|                          | Comté de Dickenson |                   |
| Comté de Wise            |                    | Comté de Russell  |